# آدم اسماعیل خمیس
آدم اسماعیل خمیس (عربی: آدم خمیس إسماعیل؛ زادهٔ ۱۲ فوریه ۱۹۸۹) دونده دو استقامت کنیایی‌تبار اهل بحرین است.